# Nick Kroll
Nicholas Kroll (sinh ngày 5 tháng 6, 1978) là một diễn viên, nghệ sĩ hài, nhà văn, nhà sản xuất người Mỹ.

## Tiểu sử
Nicholas Kroll sinh tại Thành phố New York, New York ngày 5 tháng 6 năm 1978.

## Danh sách phim

### Điện ảnh
| Năm  | Tên phim           | Vai diễn | Ghi chú |
| ---- | ------------------ | -------- | ------- |
| 2024 | Red One: Mật mã đỏ |          |         |